# Генерали и спахије
Генерали и спахије је југословенски филм из 1962. године. Режирао га је Љубомир Радичевић, а сценарио су писали Радоје Радовановић и Скедрин.

## Улоге
| Глумац           | Улога |
| ---------------- | ----- |
| Сима Илић        |       |
| Сима Јанићијевић |       |
| Љубиша Јовановић |       |
| Марко Маринковић |       |